# アンダーソン郡 (サウスカロライナ州)
アンダーソン郡（英: Anderson County）は、アメリカ合衆国サウスカロライナ州の郡である。人口は20万3718人（2020年）。郡庁所在地はアンダーソンである。

## 地理
アメリカ合衆国統計局によると、この郡は総面積1,962 km2 (757 mi2) である。このうち1,860 km2 (718 mi2) が陸地で102 km2 (39 mi2) が水地域である。総面積の5.21%が水地域となっている。

### 隣接する郡
- ピケンズ郡 (北)
- グリーンビル郡 (北東)
- ローレンス郡 (東)
- アベビル郡 (南)
- ジョージア州エルバート郡 (南西)
- ジョージア州ハート郡 (西)
- オコニー郡 (北西)

## 人口動勢

2000年国勢調査に基づくアンダーソン郡の人口ピラミッド

2000年現在の国勢調査で、この郡は人口165,740人、65,649世帯、及び47,267家族が暮らしている。人口密度は89/km2 (231/mi2) である。39/km2 (102/mi2) の平均的な密度に73,213軒の住宅が建っている。この郡の人種的な構成は白人81.56%、アフリカン・アメリカン16.59%、先住民0.22%、アジア0.42%、太平洋諸島系0.02%、その他の人種0.40%、及び混血0.79%である。ここの人口の1.11%はヒスパニックまたはラテン系である。
この郡内の住民は24.60%が18歳未満の未成年、18歳以上24歳以下が8.40%、25歳以上44歳以下が29.10%、45歳以上64歳以下が24.30%、及び65歳以上が13.70%にわたっている。中央値年齢は37歳である。女性100人ごとに対して男性は93.50人である。18歳以上の女性100人ごとに対して男性は90.20人である。
この郡内の世帯ごとの平均的な収入は36,807米ドルであり、家族ごとの平均的な収入は44,229米ドルである。男性は32,316米ドルに対して女性は23,834米ドルの平均的な収入がある。この郡の一人当たりの収入 (per capita income) は18,365米ドルである。人口の12.00%及び家族の9.10%は貧困線以下である。全人口のうち18歳未満の15.30%及び65歳以上の13.80%は貧困線以下の生活を送っている。

## 都市及び町
- アンダーソン (Anderson)
- ベルトン (Belton)
- センタービル (Centerville)
- クレムソン
- ホームランドパーク (Homeland Park)
- Honea Path
- Iva
- Northlake
- Pelzer
- Pendleton
- ピードモント (Piedmont)
- Powderville
- Starr
- West Pelzer
- ウィリアムズトン (Williamston)